# 4671 Drtikol
4671 Drtikol este un asteroid din centura principală, descoperit pe 10 ianuarie 1988 de Antonín Mrkos.